# Pangoeloe

Pangoeloe

Pangoeloe of pengulu, is op Java de titel van een islamitisch godsdienstambtenaar, hoofd van het moskeepersoneel en voorganger bij de godsdienstoefeningen.